# Embajada de España en Sudán
La Embajada de España en Sudán es la máxima representación legal del Reino de España en la República del Sudán. También está acreditada en Eritrea (2009) y Sudán del Sur (2011).

## Embajador
El actual embajador es Isidro Antonio González Afonso, quien fue nombrado por el gobierno de Pedro Sánchez el 28 de diciembre de 2021.

## Misión diplomática
El Reino de España tiene una única representación diplomática en el país, que se ubica en la capital del país, Jartum. Esta representación fue elevada a la categoría de embajada en 1967, aunque con carácter no residente. En 2006 se creó la misión diplomática permanente en Jartum

## Historia
España mantiene relaciones diplomáticas con Sudán desde el 20 de febrero de 1964. En su origen las relaciones diplomáticas dependía de la Embajada española en El Cairo (Egipto) pero en 1967 se creó la embajada residente, aunque no tuvo embajador hasta 1973. La embajada se mantuvo abierta hasta 1992 cuando fue suprimida y devuelta a la demarcación de Egipto. La embajada fue reabierta en 2006 creándose con carácter residente y demarcación propia.

## Demarcación
Actualmente la demarcación de Sudán incluye:
- Estado de Eritrea: el país africano se independizó en 1993 de Etiopía tras una cruenta guerra. Los asuntos diplomáticos quedaron dentro de la demarcación de la Embajada española en Etiopía, pero en 2003 fueron adscritos a la demarcación de la embajada en Kenia hasta 2006, cuando pasaron a depender de la Embajada española en Sudán.

- República de Sudán del Sur: España estableció relaciones diplomáticas con Sudán del Sur en 2011, cuando el país se independizó de Sudán.[3] Las relaciones entre ambos países han sido a través de la Embajada española en Sudán, con el nombramiento del primer embajador acreditado en 2012.

Con anterioridad la demarcación de Sudán también contenía:
- República Federal de Somalia: las relaciones diplomáticas entre ambos países han sido de baja intensidad desde 1973 cuando quedaron bajo la Embajada española en El Cairo  hasta 1978. Ese año pasaron a depender de la Embajada española en Sudán. Finalmente, desde 1988 la Embajada española en Kenia a cargo de los asuntos en el país del Cuerno de África. La inestabilidad del país y la guerra civil que asola el país desde 1991 han limitado las relaciones hasta el punto de que el consulado honorario español esta vacante. España se involucró, a través de la Unión Europea en la Operación Atalanta, una operación naval contra la piratería en el Océano Índico llevada a cabo principalmente por piratas de origen somalí.

- República Democrática Popular de Yemen: el país nació en 1967 cuando cesó la Federación de Arabia del Sur, formada por la colonia británica de Adén y la Federación de Emiratos Árabes del Sur. España estableció relaciones diplomáticas con la República Democrática Popular de Yemen (RDPY), estado marxista-leninista, en 1969 y, al igual que como Yemen del Norte, quedó bajo la demarcación de la Embajada española en El Cairo (Egipto) hasta 1972 cuando la RDPY se incluyó en la Embajada española en Adís Abeba (Etiopía). En 1989 la embajada no residente se incluyó en la Embajada de España en Jartum, capital de Sudán. Finalmente, los dos países de la zona se unificaron en uno solo en 1990.

- República Árabe de Yemen: el territorio del actual Yemen estuvo dividido hasta 1990 cuando la República Árabe de Yemen (Yemen del Norte), con capital en Saná, y la República Democrática Popular del Yemen (Yemen del Sur), con capital en Aden, se unificaron en un solo estado. España estableció relaciones diplomáticas con Yemen del Norte (RAY) en 1968. Ambos estados quedaron dentro de la demarcación de la Embajada española en El Cairo (Egipto) hasta 1972 cuando la RAY se incluyó en la Embajada española en Yeda (Arabia Saudí). En 1989 ambas embajadas no residente se incluyeron en la Embajada de España en Jartum, capital de Sudán. Finalmente, los dos países de la zona se unificaron en uno solo en 1990.

- República de Yemen: con la unificación de la República Democrática Popular de Yemen y la República Árabe de Yemen en 1990, como un solo país, se mantuvo dentro de la Embajada española en Sudán hasta 1992 cuando pasó a la Embajada española en Riad, capital de Arabia Saudí, y 2006 se creó la Embajada de España en Yemen con carácter residente.